# Valtatie 15
La Valtatie 15 (in svedese Riksväg 15) è una strada statale finlandese. Ha inizio a Kotka e si dirige verso nord, dove si conclude dopo 158 km nei pressi di Mikkeli.

## Percorso
La Valtatie 15 tocca i comuni di Kouvola, Mäntyharju, Suomenniemie Ristiina

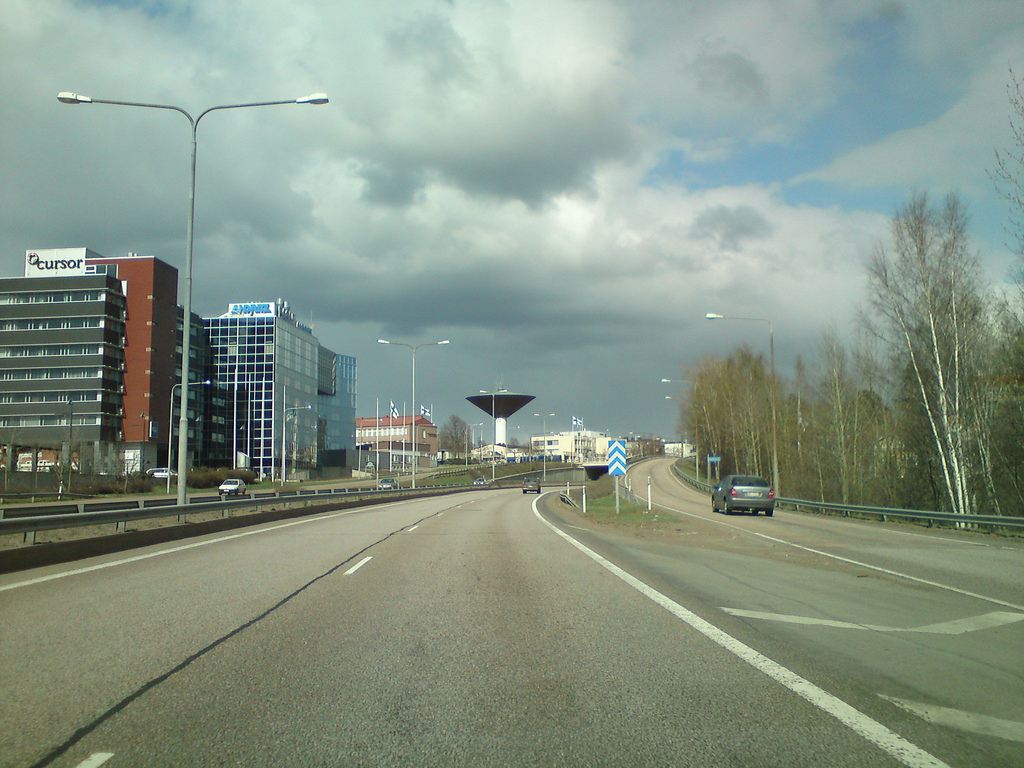
La Valtatie 7 e la Valtatie 15 nei pressi di Kotka